# Carl Nassib
Carl Paul Nassib (geboren am 12. April 1993 in West Chester, Pennsylvania) ist ein ehemaliger US-amerikanischer American-Football-Spieler auf der Position des Defensive Ends. Er spielte College Football für die Pennsylvania State University und stand zuletzt bei den Tampa Bay Buccaneers in der National Football League (NFL) unter Vertrag. Zuvor spielte Nassib auch für die Cleveland Browns und die Las Vegas Raiders. Im Juni 2021 bekannte Nassib sich als erster aktiver NFL-Spieler öffentlich dazu, homosexuell zu sein.

## College
Nassib besuchte die Malvern Preparatory School in Malvern, Pennsylvania. Ab 2011 ging er als Walk-on auf die Pennsylvania State University, um College Football für die Penn State Nittany Lions zu spielen. Zunächst absolvierte er ein Jahr als Redshirt, auch 2012 kam Nassib in keinem Spiel der Nittany Lions zum Einsatz. Ab 2013 erhielt er ein Stipendium, in der Saison 2013 kam er in zehn Spielen zum Einsatz. Im Jahr darauf bestritt Nassib alle 13 Saisonspiele für Penn State. In der Saison 2015 wurde er in allen Partien als Starter eingesetzt, musste zwei Spiele aber verletzungsbedingt früh verlassen. Mit 15,5 Sacks in einer Saison stellte er einen Rekord bei den Nittany Lions auf, zudem konnte er sechs Fumbles verursachen. Nassib erhielt in der Saison 2015 zahlreiche Auszeichnungen. Er wurde zum Most Valuable Player seines Teams gekürt, erhielt die Auszeichnung als Defensive Player of the Year in der Big Ten Conference, gewann den Lombardi Award, den Ted Hendricks Award sowie die Lott Trophy und wurde zum Consensus All-American gewählt.

## NFL
Nassib wurde im NFL Draft 2016 in der dritten Runde an 65. Stelle von den Cleveland Browns ausgewählt. Bei seinem NFL-Debüt am ersten Spieltag erzielte er einen Sack gegen die Philadelphia Eagles. Bei der Partie gegen die Baltimore Ravens in Woche 2 brach er sich die Hand und fiel daher für die nächsten beiden Spiele aus. Insgesamt kam er als Rookie auf 2,5 Sacks in vierzehn Spielen. In der Saison 2017 spielte Nassib bei rund 60 % aller defensive Spielzüge der Browns und kam in zwölf Spielen als Starter zum Einsatz, dabei gelangen ihm drei Sacks. Die Browns beendeten die Saison sieglos mit 16 Niederlagen. Im Rahmen der Kaderverkleinerung auf 53 Spieler für die Regular Season entließen die Browns Nassib am 2. September 2018.
Nach seiner Entlassung in Cleveland nahmen die Tampa Bay Buccaneers ihn über die Waiver-Liste unter Vertrag. In Tampa spielte Nassib in zwei Saisons jeweils etwas mehr als die Hälfte aller defensiven Snaps und erzielte sechseinhalb Sacks in der Saison 2018 und sechs Sacks in der Saison 2019. Im März 2020 unterschrieb Nassib einen Dreijahresvertrag über 25 Millionen US-Dollar bei den Las Vegas Raiders. In seiner ersten Saison für die Raiders verbuchte er als Rotationsspieler 2,5 Sacks.
Beim 33:27-Sieg der Raiders über die Baltimore Ravens am ersten Spieltag der Saison 2021 konnte Nassib in der Overtime einen Fumble verursachen, durch den die Raiders den Ball in der gegnerischen Hälfte erhielten und kurz darauf mit einem Touchdown gewannen. Es war sein erstes Spiel in der Regular Season nach seinem Coming-out. Nach der Saison 2021 wurde Nassib von den Raiders entlassen.
Am 16. August 2022 nahmen die Tampa Bay Buccaneers Nassib zum zweiten Mal unter Vertrag. Er kam als Ergänzungsspieler in 13 Partien zum Einsatz und erzielte 3,5 Sacks.
Am 6. September 2023 verkündete Nassib sein Karriereende.

### NFL-Statistiken
| Saison                             | Saison | Spiele | Spiele      | Tackles | Tackles | Tackles | Tackles | Interceptions | Interceptions | Interceptions | Interceptions | Interceptions | Fumbles | Fumbles | Fumbles |
| Jahr                               | Team   | Spiele | als Starter | Gesamt  | Solo    | Ast     | Sacks   | PD            | INT           | Yds           | Lng           | TD            | FF      | FR      | TD      |
| ---------------------------------- | ------ | ------ | ----------- | ------- | ------- | ------- | ------- | ------------- | ------------- | ------------- | ------------- | ------------- | ------- | ------- | ------- |
| 2016                               | CLE    | 14     | 3           | 20      | 15      | 5       | 2,5     | 4             | 0             | 0             | 0             | 0             | 0       | 0       | 0       |
| 2017                               | CLE    | 16     | 12          | 32      | 19      | 13      | 3,0     | 5             | 0             | 0             | 0             | 0             | 1       | 0       | 0       |
| 2018                               | TB     | 15     | 9           | 29      | 22      | 7       | 6,5     | 2             | 0             | 0             | 0             | 0             | 2       | 0       | 0       |
| 2019                               | TB     | 14     | 8           | 34      | 24      | 10      | 6,0     | 0             | 0             | 0             | 0             | 0             | 1       | 1       | 0       |
| 2020                               | LV     | 14     | 5           | 28      | 17      | 11      | 2,5     | 5             | 1             | 23            | 23            | 0             | 0       | 0       | 0       |
| 2021                               | LV     | 13     | 0           | 21      | 16      | 5       | 1,5     | 0             | 0             | 0             | 0             | 0             | 1       | 0       | 0       |
| 2022                               | TB     | 13     | 1           | 23      | 15      | 8       | 3,5     | 3             | 0             | 0             | 0             | 0             | 0       | 1       | 0       |
| Gesamt                             | Gesamt | 99     | 38          | 187     | 128     | 59      | 25,5    | 19            | 1             | 23            | 23            | 0             | 4       | 2       | 0       |
| Quelle: pro-football-reference.com |        |        |             |         |         |         |         |               |               |               |               |               |         |         |         |

## Persönliches
Nassibs Vater Gil spielte von 1977 bis 1979 als Tight End College Football für die University of Delaware, an der auch sein jüngerer Bruder als Defensive End spielte. Sein älterer Bruder Ryan Nassib spielte als Quarterback für die Syracuse University und war mehrere Jahre Ersatzquarterback bei den New York Giants.
Am 21. Juni 2021 outete sich Nassib in einem Video auf Instagram als homosexuell und war damit der erste NFL-Spieler, der sich während seiner Karriere öffentlich zu seiner Homosexualität bekannte. Gleichzeitig kündigte er an, 100.000 Dollar an das Trevor Project zu spenden. Von der Öffentlichkeit wurde sein Coming-out positiv aufgenommen; die Verkaufszahlen seines Trikots stiegen stark an.